# Plateforme de Stewart
Pour les articles homonymes, voir Stewart.
Ne doit pas être confondu avec Robot hexapode.

Principe d'une plateforme hexapode.

La plateforme de Stewart ou plateforme/positionneur hexapode est un type de robot parallèle constitué de six actionneurs linéaires. Ce type de positionneur combine l'isostatisme avec six degrés de liberté (les trois coordonnées de translation ainsi que les angles de tangage, roulement et lacet).
Les plateformes de Stewart ont des applications technologiques nombreuses, dans la conception de machines-outils, la conception de grues, la recherche sous-marine, le sauvetage aérien en mer, la simulation de vol, la mise en place précise d'antennes paraboliques, les télescopes (AMiBA et Hexapod-Telescope en étant des exemples) et la chirurgie orthopédique.

## Histoire
Dans les années 1800, Augustin Louis Cauchy, pionnier dans l’analyse mathématique, étudie la raideur d’un « octaèdre articulé » qui est l’ancêtre de l’hexapode. En 1949, V. E. Gough avance dans les recherches et construit un mécanisme parallèle pour tester des pneus sous différentes charges. Quelques années plus tard, en 1965, D. Stewart commence à utiliser une variante de l’hexapode pour des simulateurs de vols. Le robot qu’il a construit sera renommé en son nom la « plateforme de Stewart ». Au fur et à mesure des années, l’hexapode a été amélioré par plusieurs ingénieurs (K. Cappel, McCallion, etc.).

## Modélisation de la plateforme
Les six jambes sont actionnées pour changer de longueur et varier l’orientation de la plateforme. À chaque position donnée du plateau supérieur correspond une seule combinaison des six longueurs des jambes.